# ジャスミンの花開く
『ジャスミンの花開く』（じゃすみんのはなひらく、原題：茉莉花開）は、2004年製作の中国の映画作品。
1930年代から1980年代の上海を舞台に、章子怡（チャン・ツィイー）が三世代、一人三役を演じる。監督は中国映画の名カメラマンとして知られる侯咏（ホウ・ヨン）で、これが長編映画の監督デビュー作となった。原作は中国の有名作家・蘇童（スー・トン）の小説『婦女生活』（日本未訳）。
中国では2004年6月の上海国際映画祭での初上映から遅れること2年、2006年4月に一般公開された（原因は投資会社間の金銭トラブルによるものと伝えられた）。日本では2004年10月に東京国際映画祭で上映、2006年6月に一般公開された。

## キャスト
| 役名                               | 俳優                       | 日本語吹替 |
| ---------------------------------- | -------------------------- | ---------- |
| 茉（モー）・莉（リー）・花（ホア） | チャン・ツィイー（章子怡） | 魏涼子     |
| 茉の母・中年の茉・老年の茉         | ジョアン・チェン（陳冲）   | 増子倭文江 |
| 孟（モン）                         | チアン・ウェン（姜文）     | 丸山壮史   |
| 傑（ジェ）                         | ルー・イー（陸毅）         | 桐井大介   |
| 杜（トゥ）                         | リウ・イエ（劉燁）         | 夫津木克昭 |

## 受賞
- 上海国際映画祭審査員大賞受賞（2004）
- 中国金鶏奨最優秀女優賞（2004）
- 韓国光州国際映画祭観客賞（2005）